# Duripelta australis
Duripelta australis är en spindelart som beskrevs av Forster 1956. Duripelta australis ingår i släktet Duripelta och familjen Orsolobidae. Inga underarter finns listade i Catalogue of Life.